# Apaeleticus hungaricus
Apaeleticus hungaricus är en stekelart som beskrevs av Gabriel Strobl 1901. Apaeleticus hungaricus ingår i släktet Apaeleticus och familjen brokparasitsteklar. Inga underarter finns listade i Catalogue of Life.